# ندربری
ندربری (به انگلیسی: Netherbury) یک روستا و محله مدنی در بریتانیا است که در West Dorset واقع شده‌است. ندربری ۱٬۳۱۴ نفر جمعیت دارد.